# Weitchpec
Weitchpec es un área no incorporada ubicada en el condado de Humboldt en el estado estadounidense de California.

## Geografía
Weitchpec se encuentra ubicada en las coordenadas 41°11′18″N 123°42′30″O / 41.18833, -123.70833.